# Xôi
Xôi (vietnamská výslovnost [soj]) je sladké nebo slané vietnamské jídlo vyrobené z lepkavé rýže a dalších přísad.

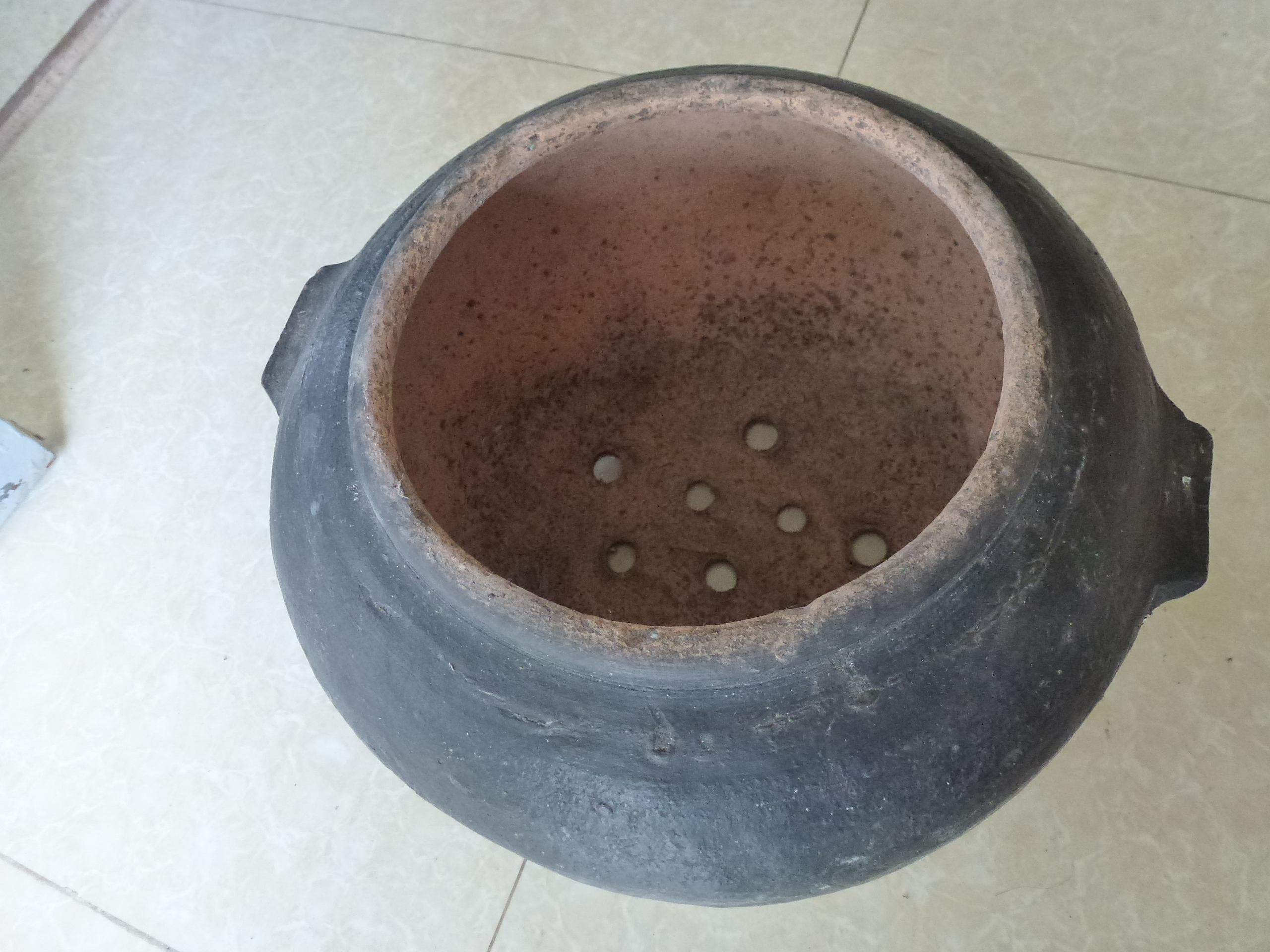
Tradiční nádoba na přípravu xôi

## Rozdělení

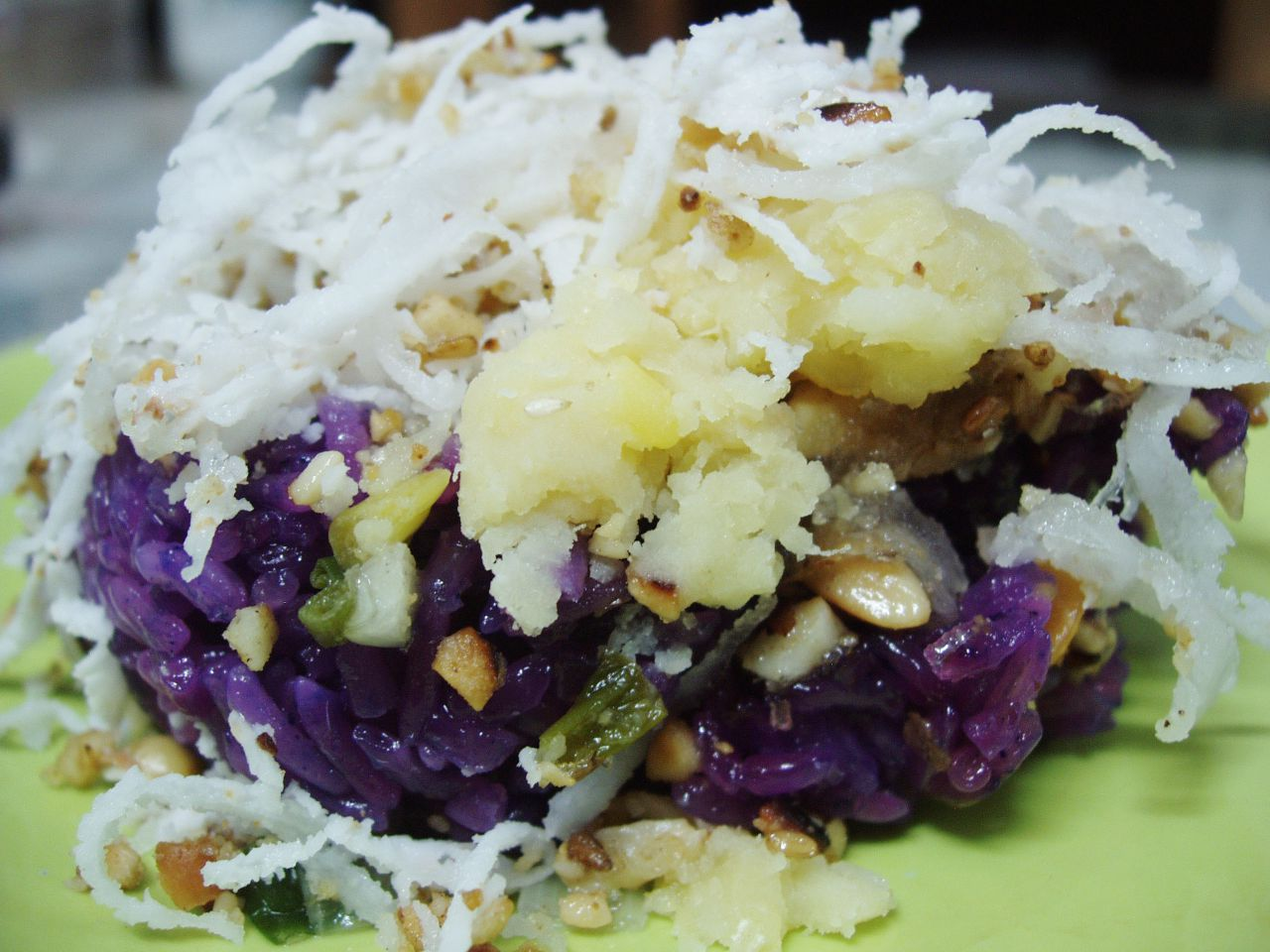
Xôi lá cẩm připravovaný s rostlinou Peristrophe bivalvis (purpurová rostlina)

Sladké xôi se ve vietnamštině nazývají xôi ngọt:
- Xôi bắp – připraveno s kukuřice, cukru, smažené cibulky a rozdrcenými fazolemi mungo
- Xôi đậu đen – připraveno z černých fazolí
- Xôi đậu xanh – připraveno z fazolí mungo
- Xôi dừa – připraveno z kokosu
- Xôi khoai mì – připraveno z manioku

Slané xôi se ve vietnamštině nazývají xôi mặn:
- Xôi cá – se smaženou rybou
- Xôi chiên phồng – smažená lepkavá rýže na slano
- Xôi gà – s kuřecím masem
- Xôi khúc – s fazolvou náplní z mungo fazolek s vrstvou pasty z pandanských listů
- Xôi lam – vařené v bambusové rolce často podávané s grilovaným vepřovým nebo kuřecím masem
- Xôi lạp xưởng – s čínskou klobásou, masem a vařenými křepelčími vajíčky